# Mački
Mački su naseljeno mjesto u Republici Hrvatskoj u Zagrebačkoj županiji. 

## Zemljopis
Administrativno je u sastavu općine Farkaševac. Naselje se proteže na površini od 2,24 km².

## Stanovništvo
Prema popisu stanovništva iz 2001. godine u naselju Mački živi 105 stanovnika i to u 27 kućanstava. Gustoća naseljenosti iznosi 46,88 st./km².
| broj stanovnika | 208   | 156   | 120   | 115   | 109   | 137   | 135   | 169   | 160   | 153   | 164   | 146   | 132   | 122   | 105   | 84    | 64    |
|                 | 1857. | 1869. | 1880. | 1890. | 1900. | 1910. | 1921. | 1931. | 1948. | 1953. | 1961. | 1971. | 1981. | 1991. | 2001. | 2011. | 2021. |